# Brigades d'Êzîdxan
Les Brigades d'Êzîdxan ou Brigades d'Ezidkhan sont une milice yézidie formée lors de la seconde guerre civile irakienne. 

## Histoire
Les Brigades d'Êzîdxan sont dirigées par Qassim Shesho, un membre du PDK revenu d'Allemagne après les massacres de Sinjar en 2014. Son neveu, Haydar Shesho (en), dirige quant à lui la Force de protection d'Êzîdxan. Qassim Shesho revendique un effectif de 2 000 hommes en 2019, payés par le Gouvernement régional du Kurdistan.
Après la bataille de Sinjar, Qassim Shesho se positionne en faveur du rattachement de la région de Sinjar au Gouvernement régional du Kurdistan et réclame le départ des combattants du PKK et des Hachd al-Chaabi.
Selon Human Rights Watch, des combattants des Brigades d'Êzîdxan se rendent coupables du massacre de 52 civils d'une tribu arabe sunnite, dont 22 hommes, 20 femmes et 10 enfants, le 4 juin 2017 au nord d'al-Baaj,,,. La milice est également suspectée d'avoir rasé plusieurs villages de la tribu arabe Juhaish et exécuté une quarantaine de ses membres en février 2015.